# Anni 1820
Gli anni 1820 sono il decennio che comprende gli anni dal 1820 al 1829 inclusi.

## Eventi, invenzioni e scoperte
- 1817-1864: Guerra caucasica
- Moti del 1820-1821.
- 1821: Napoleone Bonaparte muore esiliato sull'Isola di Sant'Elena
- 1821: la Grecia diventa una monarchia.
- 1822: i Dialoghi di Galileo Galilei vengono tolti dall'indice dei libri proibiti (Index librorum prohibitorum) della Chiesa cattolica.
- 1822: si manifesta un'eruzione del Vesuvio di tipo pliniano, simile a quello verificatosi nel 79 d.C.
- Completata la prima edizione dei Promessi Sposi di Manzoni.
- In Gran Bretagna si impone lo stile di progettazione dei giardini detto 'gardenesque', termine coniato da John Claudius Loudon.
- In Gran Bretagna viene aperta la prima ferrovia per trasporto passeggeri.
- Joseph Nicéphore Niépce crea la prima fotografia.
- 1826-1828: Guerra russo-persiana
- 1828-1829: Guerra russo-turca

## Personaggi
- Giorgio III del Regno Unito, Re del Regno Unito di Gran Bretagna e Irlanda.
- Giorgio IV del Regno Unito, re del Regno Unito di Gran Bretagna e Irlanda.
- Luigi XVIII di Francia, Re di Francia.
- Carlo X di Francia, Re di Francia.
- Francesco II d'Asburgo-Lorena, Imperatore d'Austria.
- Federico Guglielmo III di Prussia, Re di Prussia.
- Alessandro I di Russia, Zar di Russia.
- Nicola I di Russia, zar di Russia.
- Papa Pio VII, 251º Papa.
- Papa Leone XII, 252º papa.
- Ferdinando VII di Spagna, Re di Spagna
- Giovanni VI di Portogallo, Re di Portogallo.
- Vittorio Emanuele I di Savoia, Re di Sardegna.
- Carlo Felice di Savoia, re di Sardegna.
- Ferdinando I delle Due Sicilie, re del Regno delle Due Sicilie.
- Francesco I delle Due Sicilie, re del Regno delle Due Sicilie.
- Ranieri Giuseppe d'Asburgo-Lorena, viceré del Regno Lombardo-Veneto.
- Francesco IV di Modena, Duca di Modena e Reggio.
- Maria Luisa d'Asburgo-Lorena, Duchessa di Parma.
- Ferdinando III di Toscana, Granduca di Toscana.
- Leopoldo II di Toscana, granduca di Toscana.
- James Monroe, Presidente degli Stati Uniti d'America
- John Quincy Adams, Presidente degli Stati Uniti d'America
- Andrew Jackson, Presidente degli Stati Uniti d'America